# Daryna Zevina
Daryna Yurivna Zevina –en ucraniano, Дарина Юріївна Зевіна– (Kiev, 1 de septiembre de 1994) es una deportista ucraniana que compite en natación, especialista en el estilo espalda.
Ganó tres medallas en el Campeonato Mundial de Natación en Piscina Corta entre los años 2012 y 2016, una medalla de plata en el Campeonato Europeo de Natación de 2016 y diez medallas en el Campeonato Europeo de Natación en Piscina Corta entre los años 2010 y 2019.
Participó en tres Juegos Olímpicos de Verano, entre los años 2012 y 2020, ocupando el noveno lugar en Río de Janeiro 2016, en la prueba de 200 m espalda. En los Juegos Olímpicos de la Juventud de 2010 obtuvo tres medallas: oro en 100 m espalda, plata en 50 m espalda y bronce en 200 m espalda.

## Palmarés internacional
| Campeonato Mundial en Piscina Corta | Campeonato Mundial en Piscina Corta | Campeonato Mundial en Piscina Corta | Campeonato Mundial en Piscina Corta |
| Año                                 | Lugar                               | Medalla                             | Prueba                              |
| ----------------------------------- | ----------------------------------- | ----------------------------------- | ----------------------------------- |
| 2012                                | Estambul (Turquía)                  | Medalla de oro                      | 200 m espalda                       |
| 2014                                | Doha (Catar)                        | Medalla de bronce                   | 100 m espalda                       |
| 2016                                | Windsor (Canadá)                    | Medalla de plata                    | 200 m espalda                       |
| Campeonato Europeo                  |                                     |                                     |                                     |
| Año                                 | Lugar                               | Medalla                             | Prueba                              |
| 2016                                | Londres (Reino Unido)               | Medalla de plata                    | 200 m espalda                       |
| Campeonato Europeo en Piscina Corta |                                     |                                     |                                     |
| Año                                 | Lugar                               | Medalla                             | Prueba                              |
| 2010                                | Eindhoven (Países Bajos)            | Medalla de oro                      | 100 m espalda                       |
| 2010                                | Eindhoven (Países Bajos)            | Medalla de bronce                   | 200 m espalda                       |
| 2011                                | Szczecin (Polonia)                  | Medalla de oro                      | 100 m espalda                       |
| 2011                                | Szczecin (Polonia)                  | Medalla de oro                      | 100 m espalda                       |
| 2012                                | Chartres (Francia)                  | Medalla de oro                      | 200 m espalda                       |
| 2012                                | Chartres (Francia)                  | Medalla de oro                      | 200 m espalda                       |
| 2013                                | Herning (Dinamarca)                 | Medalla de oro                      | 200 m espalda                       |
| 2013                                | Herning (Dinamarca)                 | Medalla de bronce                   | 100 m espalda                       |
| 2017                                | Copenhague (Dinamarca)              | Medalla de plata                    | 200 m espalda                       |
| 2019                                | Glasgow (Reino Unido)               | Medalla de plata                    | 200 m espalda                       |